# Downend (Berkshire)
Downend – wieś w Anglii, w hrabstwie ceremonialnym Berkshire, w dystrykcie (unitary authority) West Berkshire. Leży 24 km na zachód od centrum miasta Reading i 83 km na zachód od centrum Londynu.